# Gisela Hämmerling
Gisela Hämmerling (* 26. Dezember 1969) ist eine ehemalige Schweizer Judoka. Sie war 1988 Europameisterschaftsdritte und 1992 die erste Schweizer Olympiateilnehmerin im Judo.

## Karriere
Die 1,63 m grosse Gisela Hämmerling kämpfte 1988 im Leichtgewicht, der Gewichtsklasse bis 56 Kilogramm. Anfang 1988 siegte sie bei den German Open in Berlin. Bei den Europameisterschaften 1988 in Pamplona gewann sie eine Bronzemedaille hinter der Französin Catherine Arnaud und der Spanierin Miriam Blasco.
Ab 1989 kämpfte Hämmerling im Halbmittelgewicht, der Gewichtsklasse bis 61 Kilogramm. Bei den Weltmeisterschaften 1991 gewann sie ihre ersten zwei Kämpfe und unterlag dann im Viertelfinal der Deutschen Frauke Eickhoff. 1992 belegte sie bei den Europameisterschaften in Paris einen siebten Platz. Zweieinhalb Monate später fanden bei den Olympischen Spielen in Barcelona erstmals olympische Wettbewerbe im Frauenjudo statt. Hämmerling nahm als einzige Schweizerin teil und unterlag in ihrem Auftaktkampf nach zehn Sekunden der Belgierin Gella Vandecaveye.
1993 belegte Hämmerling den fünften Platz bei den Europameisterschaften in Athen, nachdem sie im Kampf um eine Bronzemedaille gegen die Britin Diane Bell verloren hatte. Bei den Weltmeisterschaften 1993 in Hamilton unterlag sie im Achtelfinal Gella Vandecaveye und schied dann in der Hoffnungsrunde aus. 1995 erreichte sie noch einmal den siebten Platz bei den Europameisterschaften in Birmingham. Bei den Weltmeisterschaften 1995 und den Europameisterschaften 1996 schied sie jeweils in ihrem Auftaktkampf aus.
Gisela Hämmerling vom Judo Club Uster gewann von 1992 bis 1995 vier Schweizer Meistertitel im Halbmittelgewicht.